# Ağsu (stad)
Ağsu is een stad in Azerbeidzjan en is de hoofdplaats van het district Ağsu.
De stad telt 20.200 inwoners (01-01-2012).